# Канепа, Чезаре
Че́заре Ка́непа (нем. Cesare Canepa) — швейцарский кёрлингист.
В составе мужской сборной Швейцарии участник двух чемпионатов мира (лучший результат — четвёртое место в 1971). Двукратный чемпион Швейцарии среди мужчин.
Играл на позиции третьего и четвёртого, несколько сезонов был скипом команды.

## Достижения
- Чемпионат Швейцарии по кёрлингу среди мужчин: золото (1971, 1973).

## Команды
| Сезон   | Четвёртый      | Третий         | Второй        | Первый           | Турниры                      |
| ------- | -------------- | -------------- | ------------- | ---------------- | ---------------------------- |
| 1970—71 | Чезаре Канепа  | Вернер Освальд | Якоб Клюзер   | Ханс-Руди Веррен | ЧШМ 1971 · ЧМ 1971 (4 место) |
| 1972—73 | Вернер Освальд | Чезаре Канепа  | Рольф Освальд | Ханс-Руди Веррен | ЧШМ 1973 · ЧМ 1973 (5 место) |

(скипы выделены полужирным шрифтом)